# República (torpedera)
La torpedera República era una torpedera de botalón construida para Perú, por los astilleros Herreshoff, durante la Guerra del Pacífico. Durante el ataque al Distrito de Ancón, este buque fue desguazado y quemado en la playa para evitar su captura.

## Historia

### Adquisición
La Marina de Guerra del Perú ordena al coronel Enrique Lara la adquisición de tres torpederas de Herreshoff, que tenían los numerales 53 (República), 55 (Alay) y 60 (Alianza), luego de su compra, las torpederas fueron bautizadas como N.º 1, N.º 2 y N.º 3.

### Servicio

#### Viaje
Las lanchas fueron bautizadas de nuevo como República, Alianza y Alay, pero la última que tuvo que ser sacada y armada en Panamá fue capturada mientras buscaba recargar carbón frente a Ballenitas Ecuador antes de llegar al Perú por el transporte armado Amazonas luego de ser renombrada por Chile, se convirtió en la Guacolda: Las otras que pudieron ser entregadas con anterioridad fueron  viaje escoltadas por el transporte armado Talismán, la República comandada por el Bernabé Carrasco, sufrió defectos en sus máquinas a las 8 a. m. y 9:15 a. m., y el Talismán tuvo que remolcarla hasta que la torpedera fuese reparada en plena navegación, cosa que terminó a las 2:45 p. m., a las 7:00 p. m., tuvo otros problemas, por lo que fue remolcada de nuevo por el Talismán hasta las 9 a. m. del 13 de noviembre, hora en la que terminó en sus reparaciones, luego, arribó a Pisco por sus propios medios a las 3:30 p. m.
Horas después, al Alianza se le desconectó el eje de la hélice, porque el cabo con el que se había remolcado a la República se le enredó en la hélice.
El convoy no pudiendo seguir al sur, volvió al Callao el 14 de noviembre, regresando el 15 del mismo mes.

#### Bloqueo del Callao
Luego de que el Talismán y las torpederas regresaran al Callao, el buque tuvo otros problemas que no fueron solucionados y la torpedera no se comisionó otra vez, hasta que el presidente Nicolás de Piérola dejó el mando a Esteban Heaton, y le contó que se le iba a pagar por cada buque que hundiera, siendo el mayor pago por el hundimiento del Cochrane y el Blanco Encalada, entonces la torpedera República es enviada por ferrocarril a Ancón. La madrugada del 3 de enero de 1881, zarpó el buque para torpedear al Cochrane, pero falló en el intento y perdió un torpedo de pértiga Lay que llevaba, la torpedera Fresia descubrió a la República en navegación en los alrededores de Ancón al amanecer del 4 de enero, por lo que los peruanos la vararon cerca de la playa.

#### Combate de Ancón
El 4 de enero de 1881 la torpedera fue sorprendida por los buques chilenos Fresia y Toltén, en Ancón, produciéndose un tiroteo entre la República y los enemigos. La corbeta O'Higgins se unió a los buques Fresia y Toltén en los disparos contra la República perdiéndose la última torpedera tipo Herreshoff del Perú.